# Stolačka kapetanija
Vidoška (stolačka) kapetanija (1706. – 1878.) bila je kapetanija u području Stoca i okolice. 
Dvojnost naziva potječe zbog toga što se još prije osmanske vlasti u dubrovačkim izvorima ovdje spominje 1463. godine pod nazivom Stolac i Vidoški grad, odnosno stolačka tvrđava i naselje ispod njega. Osmanlije osvajaju Stolac 13. lipnja 1465. godine. Za razdoblje do početka 18. stoljeća ne zna se pouzdano sigurno je li bila vojna posada u Stocu. Kandijski (1645. – 1660.) i Bečki rat (1683. – 1699.) mijenjaju situaciju zbog višestrukih mletačkih napada na Stolac (siječnja 1663.; 1664.; 30. srpnja 1678.; 1794. ili 1795.). Nakon Karlovačkog mira 1699. godine stabilnost stvara uvjete za obnovu. Grad je popravljen i proširen. Dobio je gradsku upravu kojoj je na čelu dizdar. Kapetanija je osnovana oko 1706. godine.
Stolački su kapetani bili Šarići, a 1761. kapetani postaju Rizvanbegovići.
1802. se godine Hadži Mehmed-beg Rizvanbegović vratio u rodni kraj. Otac Zulfikar-beg, stolački kapetan, povukao se pred sinom, zahvalio se 1802. na kapetaniji u korist svoja dva starija sina iz prvog braka, Mustaj-bega i Hadži-bega. Radi sprječavanja sukoba među sinovima, podijelio je stolačku (vidošku) kapetaniju na dva nejednaka dijela, pa je Mustaj-beg naslijedio oca na dužnosti vidoške kapetanije, a Hadži Mehmed-beg je dobio manju kapetaniju, hutovsku kapetaniju.
U Velikom bosanskom ustanku vojska Husein-kapetana Gradaščevića 1832. uzaludno je opsjedala Stolac.
Zbog držanja različitih strana u tom ustanku, već prije zavađena braća, paša Hercegovačkog pašaluka Ali-beg i kapetan hutovske kapetanije Hadži Mehmed-beg Rizvanbegović zaratila su se, a u sukobu je pognuo Hadžibeg Rizvanbegović. Poslije Mehmed-begove smrti ugasila se Hutovska kapetanija koja je opet pripojena vidoškoj kapetaniji, od koje je nastala odvajanjem 30-ak godina prije.
1835. su godine ukinute pozicije kapetana i dizdara. Do 1878. godine u Stocu je manja posada. Austro-ugarskim zaposjedanjem BiH kolovoza 1878. uspostavljena je austrijska uprava, a osmanske se institucije gase.